# AIR-G' Archives
AIR-G' Archives（エアジーアーカイブス）はAIR-G'（エフエム北海道）でかつて放送されていた番組。

## 概要
2020年9月頃より過去のAIR-G'の番組を再放送という形で始めた時間枠の番組。アーカイブスであるが実際には数か月前の番組や当日19時台の番組の再放送が大半であった。特別番組放送による移動でG-CUTS ALIVEなどが放送されることも多かった。2021年以降は放送予定がなくMUSIC PATIOの枠拡大となりそのまま自然消滅の形で終了した。

## 放送時間
- 日曜深夜 24:00 - 25:00

## リンク
- AIR G archives（2020年11月8日のインターネットアーカイブ）

| スタブアイコン | サブスタブ | この項目は、まだ閲覧者の調べものの参照としては役立たない、ラジオ番組に関連した書きかけの項目です。この項目を加筆・訂正などしてくださる協力者を求めています（P:ラジオ/PJ:放送番組）。 |